# 巴勃罗·查孔
巴勃罗·查孔（西班牙語：Pablo Chacón，1975年5月22日—），阿根廷男子拳击运动员。他曾代表阿根廷参加1996年夏季奥林匹克运动会拳击比赛，获得男子57公斤级铜牌。他也曾出战1995年泛美运动会。